# Grand Prix de Plumelec-Morbihan Dames 2014
La 4e édition de Grand Prix de Plumelec-Morbihan Dames a eu lieu le 31 mai 2014. La course fait partie du calendrier international féminin UCI 2014 en catégorie 1.2. Elle est remportée par la Française Audrey Cordon.

## Récit de course
Une première échappée de trois coureuses animent le début de course. Il s'agit de : Sarah Roy, Sheyla Gutierrez et Fanny Leleu. Elles sont reprises. Charlotte Bravard s'échappe ensuite seule. En fin de course, Audrey Cordon et Elisa Longo Borghini attaquent, reviennent sur Charlotte Bravard et la dépasse. Eugénie Duval et Sheyla Gutierrez sont en poursuite. Finalement, Audrey Cordon et Elisa Longo Borghini passent la ligne ensemble. Charlotte Bravard est troisième.

## Classements

### Classement final
| \| Classement général \| Classement général \| Classement général \| Classement général \| Classement général \| \| Coureuse \| Coureuse \| Pays \| Équipe \| Temps \| \| ------------------ \| -------------------- \| ------------------ \| ------------------------------- \| ------------------ \| \| 1re \| Audrey Cordon \| France \| Hitec Products \| 3 h 06 min 30 s \| \| 2e \| Elisa Longo Borghini \| Italie \| Hitec Products \| + 0 s \| \| 3e \| Charlotte Bravard \| France \| Poitou-Charentes.Futuroscope.86 \| + 1 min 14 s \| \| 4e \| Aude Biannic \| France \| Lointek \| + 3 min 56 s \| \| 5e \| Manon Souyris \| France \| Poitou-Charentes.Futuroscope.86 \| + 3 min 57 s \| \| 6e \| Edwige Pitel \| France \| SC Michela Fanini Rox \| + 4 min 00 s \| \| 7e \| Sheyla Gutiérrez \| Espagne \| Lointek \| + 4 min 08 s \| \| 8e \| Amélie Rivat \| France \| Poitou-Charentes.Futuroscope.86 \| + 4 min 42 s \| \| 9e \| Marion Sicot \| France \| Région Centre \| + 4 min 42 s \| \| 10e \| Mélanie Bravard \| France \| Lointek \| + 4 min 42 s \| |                      |         |                                 |                 |
| |                      |         |                                 |                 |
| Source : Cycling Quotient |                      |         |                                 |                 |
| Classement général |                      |         |                                 |                 |
| Coureuse | Coureuse             | Pays    | Équipe                          | Temps           |
| 1re | Audrey Cordon        | France  | Hitec Products                  | 3 h 06 min 30 s |
| 2e | Elisa Longo Borghini | Italie  | Hitec Products                  | + 0 s           |
| 3e | Charlotte Bravard    | France  | Poitou-Charentes.Futuroscope.86 | + 1 min 14 s    |
| 4e | Aude Biannic         | France  | Lointek                         | + 3 min 56 s    |
| 5e | Manon Souyris        | France  | Poitou-Charentes.Futuroscope.86 | + 3 min 57 s    |
| 6e | Edwige Pitel         | France  | SC Michela Fanini Rox           | + 4 min 00 s    |
| 7e | Sheyla Gutiérrez     | Espagne | Lointek                         | + 4 min 08 s    |
| 8e | Amélie Rivat         | France  | Poitou-Charentes.Futuroscope.86 | + 4 min 42 s    |
| 9e | Marion Sicot         | France  | Région Centre                   | + 4 min 42 s    |
| 10e | Mélanie Bravard      | France  | Lointek                         | + 4 min 42 s    |